# Autonomy Corporation
Autonomy és una empresa multinacional desenvolupadora d'aplicacions empresarials, filial de Hewlett-Packard. La seva seu es troba a Cambridge al Regne Unit i a San Francisco als Estats Units.
L'empresa utilitza diverses tecnologies procedents del treball de recerca de la Universitat de Cambridge. Desenvolupa aplicacions de recerca empresarial i gestió del coneixement mitjançant tècniques de reconeixement de patrons centrades en la inferència bayesiana juntament amb els mètodes tradicionals.
El març de 2009 Autonomy va adquirir l'empresa de gestió de continguts Interwoven, ara Autonomy Interwoven i Autonomy iManage. Anteriorment independent, Autonomy va ser adquirida per Hewlett-Packard l'octubre de 2011.
Les accions es van retirar de la LSE l'agost de 2011.

## Història
Autonomy va ser fundada l'any 1996 a Cambridge per Michael Lynch i Richard Gaunt de Cambridge Neurodynamics
L'any 1998, les accions d'Autonomy al mercat NASDAQ tenien un valor d'uns 30 penics. En el moment àlgid de la bombolla d'Internet, el preu de les accions va arribar 30 £
El desembre de 2005, Autonomy va adquirir Verity, un dels seus principals competidors, per aproximadament 500 milions de dòlars El 2005, Autonomy també va comprar Neurodynamics
El maig de 2007 Autonomy va comprar la start-up Blinkx per 250 milions de dòlars EUA Al juny, Autonomy va comprar Zantaz, una empresa d'arxiu de correu electrònic i suport de litigis, per 375 milions de dòlars L'octubre de 2007, Autonomy va comprar Meridio Holdings Ltd, una empresa britànica amb seu a Irlanda del Nord i especialitzada en programari de gestió de documents per 20 milions de dòlars
El gener de 2009, Autonomy va adquirir Interwoven, una empresa posicionada en el mercat de nínxol de gestió de continguts, per 775 milions de dòlars
El juny de 2010 la companyia va anunciar que adquiriria part de CA Technologies. Les condicions de venda no s'han publicat
El 5 de maig de 2011, l'equip de Fórmula 1 Mercedes Gran Premi va anunciar que seria patrocinat per Autonomy per valor de 8 milions de dòlars, i el 8 de juliol de 2010 el Tottenham Hotspur FC va anunciar un acord de patrocini de 2 anys amb Autonomy per a la Premier. Lliga. Per a la temporada de la Premier League 2011–12, la samarreta dels Spurs inclourà Aurasma, la tecnologia de realitat augmentada d'Autonomy El 16 de maig de 2011, Autonomy va adquirir Iron Mountain Digital, pionera en el descobriment electrònic i proveïdor de solucions de còpia de seguretat en línia, per 380 milions de dòlars
El 18 d'agost de 2011, Hewlett-Packard va anunciar que compraria Autonomy per 42,11 $ per acció, o aproximadament 10,2 milliards de dollars. L'operació va ser aprovada per unanimitat tant pels consells d'administració d'HP com d'Autonomy. El consell d'administració d'Autonomy també va recomanar per unanimitat que els accionistes acceptessin l'oferta El 3 d'octubre de 2011, HP va tancar l'acord comprant-ne 87 % d' accions d'accions d'Autonomy.

## Productes

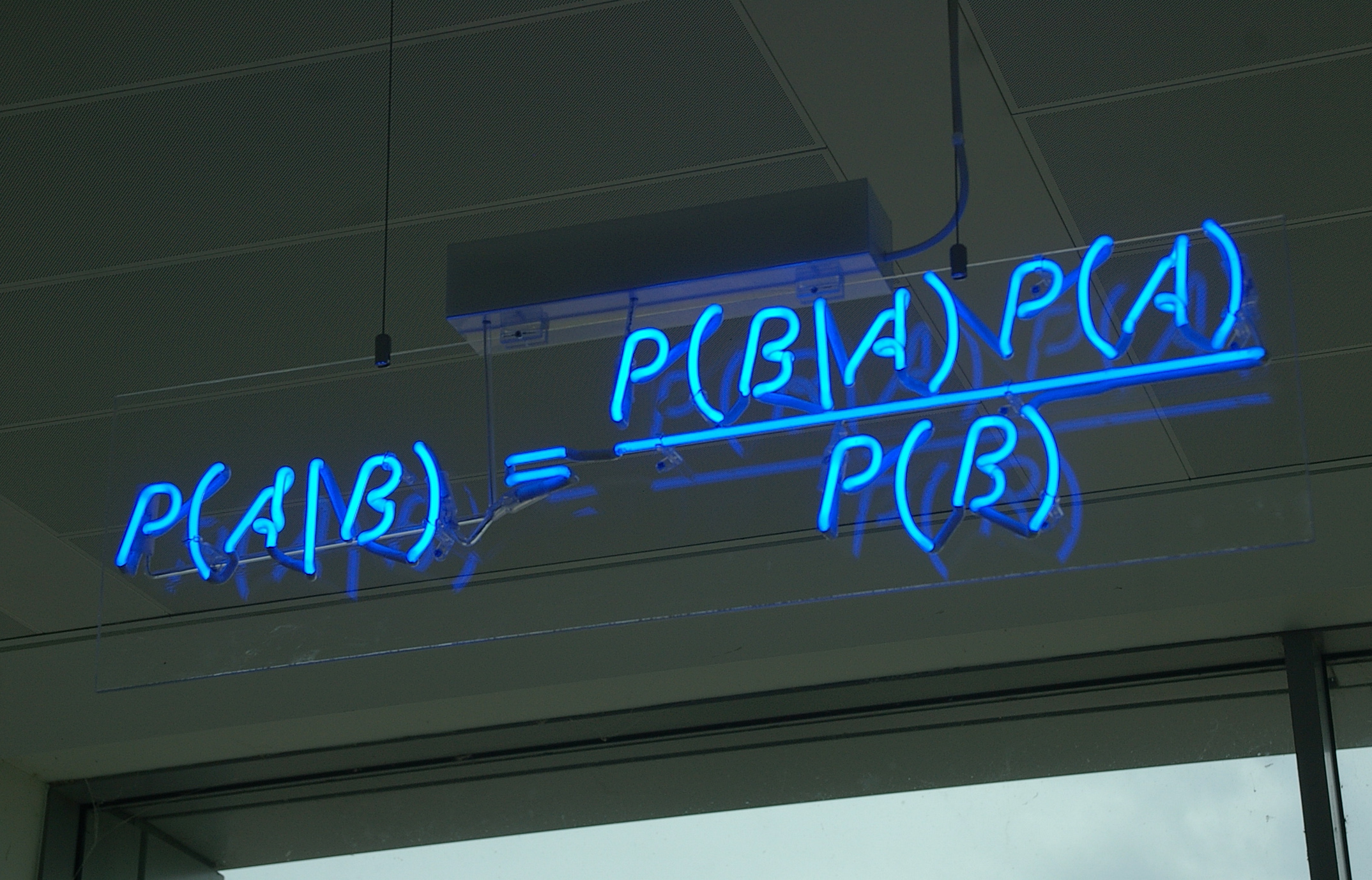
Teorema de Bayes sobre el neó blau, a les oficines d'Autonomy a Cambridge

La tecnologia principal, Intelligent Data Operating Layer (IDOL), permet cercar i processar text extret de bases de dades, àudio, fluxos de vídeo o fitxers de text. El processament d'aquesta informació per part d'IDOL s'anomena Autonomia com a informàtica basada en el significat.
Els intents d'Autonomy d'entendre qualsevol forma d'informació no estructurada (ja sigui text, àudio o vídeo), són del tipus "T'agrada això, és probable que t'agradi".

## Clients
Autonomy compta amb aproximadament 400 socis OEM i més de 400 venedors i integradors, inclosos Citrix, EDS, Symantec i Novell.

## Oficines
Autonomy té dues seus bessones amb seu a Cambridge al Regne Unit i San Francisco als Estats Units. També hi ha oficines a altres llocs dels Estats Units, Regne Unit, Canadà, França, Japó, Austràlia, Alemanya i Singapur. Hi ha oficines més petites a l'Índia, Europa i Amèrica Llatina.